# Sheila van Damm
Sheila van Damm (17 de enero de 1922 - 23 de agosto de 1987) fue una pilota de carreras automovilística británica. Activa durante la  década de 1950, se especializó en rallyes. Inició su carrera deportiva en 1950, y ganó la Coupe des Dames, el máximo galardón para mujeres, en la Copa de los Alpes de 1953. Al año siguiente ganó el Campeonato femenino Europeo de Turismos, y en 1955, la Coupe des Dames en el Rally de Montecarlo. En la década de 1960 se convirtió en propietaria del Teatro Windmill de Londres, que había heredado de su padre.

## Biografía
Nació en Paddington, Ciudad de Westminster, Londres. Era hija de Vivian van Damm y su esposa, Natalie Lyons. Su educación en una familia judía fue realmente poco convencional, tratándose de un padre entusiasta del automóvil que fue mecánico en Clément-Talbot en los años previos a la motorización. La estimuló a aprender a conducir, incluso antes de la edad legal, y su primer viaje con él fue para conducir de Londres a Brighton. En la Segunda Guerra Mundial recibió una instrucción convencional, sirviendo de conductora en la WAAF, la Fuerza femenina auxiliar de aviación.
Estando en la WAAF, se inscribió en su primera competición deportiva del motor con su única hermana Nona como navegante, como anuncio promocional del Teatro Windmill, que regentaba su padre. Con "Windmill Girl" escrito en el lateral del Sunbeam-Talbot preparado en la factoría, terminaron en tercer lugar de la sección de damas del rally MCC-Daily Express. Así pudieron disponer de un Hillman Minx del equipo oficial Rootes en el Rally de Montecarlo de 1951.
Su primer gran éxito fue el Premio de Damas en el rally Motor Cycling Club de 1952 al volante de un Sunbeam Talbot. En el Rally de Montecarlo de 1953 abandonó por un pinchazo, pero quedó registrada su plusmarca de velocidad, dentro de la categoría de coches de 2–3-litros, al volante del prototipo de coche deportivo Sunbeam Alpine a un promedio de 120 mph (190 km/h) en Jabbeke, Bélgica.
En el Rallye Alpine de 1953, ella y su copilota Anne Hall ganaron no solamente la Coupe des Dames, sino también una codiciada Copa de los Alpes, y otra Coupe des Dames en el rallye de los Tulipanes de Holanda en 1954 incluyendo una franca victoria en una carrera de 10 vueltas al circuito de Zandvoort. El premio a las damas en el Rallye Vikingo en Noruega se afianzó en el Campeonato Europeo Femenino de 1954 para van Damm y Hall – un triunfo que repitieron en 1955 con un Sunbeam Alpine Mk. III (preparado por Rootes). Registrado como RHP 702 y en la actualidad en Australia, es el único de los seis ejemplares originales de este modelo residentes fuera del Reino Unido. Otros coches preparados fueron conducidos por pilotos tales como Leslie Johnson, Peter Collins y Stirling Moss.
Van Damm, Johnson, y Moss ganaron el Premio de Equipo en el Rally de Montecarlo de 1954, a los mandos de sus respectivos Sunbeam-Talbot 90 Mk. II. Van Damm volvió a ganar el Premio del equipo Rootes en 1955 y 1956.
El de 1956 fue su último Rally de Montecarlo con Rootes. Aquel año compartió un Sunbeam Rapier con Peter Harper en la carrera de carretera Mille Miglia, ganando en su categoría con un promedio de 66,37 mph (106,81 km/h).
En 1957, van Damm se inscribió una vez más en las Mille Miglia (su última carrera), y de nuevo en un Sunbeam Rapier de competición, esta vez compartido con David Humphrey. Sin embargo, no terminaron, pues perdieron el control y acabaron estrellándose contra un escaparate.
Tras retirarse de las carreras, asumió la presidencia del Doghouse Club de la Casa canina para esposas y damas del deporte del motor, y también presidió el Registro del Sunbeam Talbot Alpine.
Sheila había trabajado desde la adolescencia con su padre en el Teatro Windmill. Lo heredó en 1944, y lo asumió en 1960, al morir su padre. Pero la cambiante naturaleza del Soho londinense ocasionó su cierre en 1964. En 1965, Sheila van Damm hizo gira por los Teatros del Circuito Tivoli en Sídney y Melbourne, Australia, con su espectáculo, "The Windmill Revue". Las funciones contaban con numerosos artistas que formaron parte del Teatro Windmill. Esto la llevó sucesivamente a retirarse con su hermana a su pequeña granja en Pulborough, Sussex Occidental. Falleció en Londres el 23 de agosto de 1987.

## Van Damm en los medios de comunicación
- British Movietone, "We Never Closed". Story no. 89002. Released 5-11-1964. Filmed for the last night at the Windmill Theatre.
- BBC "Panorama", A television programme made for the finial Revudeville show. 1964.
- Van Damm, Sheila. No Excuses  London: Putnam. 1957.
- Van Damm, Sheila. We Never Closed  London: Robert Hale. 1967.
- Dolinger, Jane. "Jane Visits London's Breezy Windmill." Modern Man, Vol. X111 No. 7-150, January, 1964.
- "The Windmill" Fiesta, Vol. 7, No. 4. March, 1973.
- Poole, Maurice. "Tonight and Every Night". Soho Clarion Issue no. 136, Spring 2009.
- Windmill Theatre Co., Ltd. Souvenirs and Theatre programmes.
- Atkins, Gerry. "Behind the Scenes at the Windmill Revue in Australia." Old Theatres, No. 7, 2011.
- "The Windmill Revue." Tivoli Circuit Australia Pty., Ltd. theatre programmes.